# 지중해 국가 목록

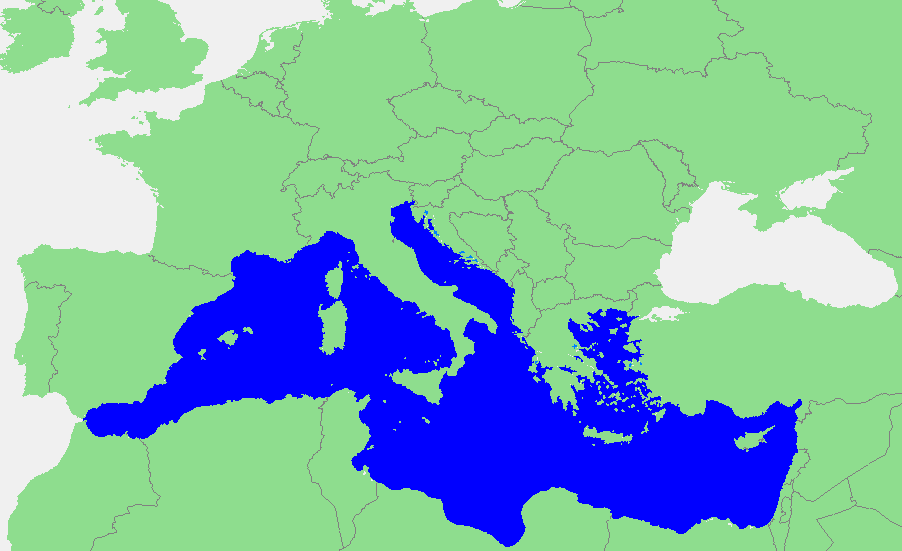
지중해의 영역

지중해 국가는 지중해 연안에 위치하거나 지중해 분지 내에 위치한 국가를 말한다. 남유럽, 서아시아, 북아프리카의 20개국이 지중해와 접해 있으며, 지중해로 둘러싸인 섬나라 (몰타, 키프로스)도 있다.
한편 지중해와 맞닿아 있지 않은 포르투갈, 안도라, 산마리노, 바티칸 시국, 코소보, 세르비아, 불가리아, 북마케도니아, 요르단도 지중해 국가로 분류되는 경우가 많다. 이쪽은 다른 지중해 국가와의 밀접한 지리적, 경제적, 지정학적, 역사적, 민족적, 문화적 (언어, 예술, 음악, 요리) 관계를 기반으로 지중해 국가로서 묶이게 된 것이다. 이 밖에 드물지만 다른 요인으로 기후와 식물군으로 묶기도 한다.

## 지중해 연안 국가 목록
다음은 지중해 서쪽 이베리아 반도의 남쪽 끝에 있는 지브롤터에서 시계 방향으로 나열된 지중해 연안 국가와 영토의 목록이다.
남유럽 연안 (서쪽에서 동쪽 방향)
- 지브롤터[4] (영국의 해외 영토)
- 스페인[4]
- 프랑스[4]
- 모나코[4]
- 이탈리아[4]
- 몰타[4]
- 슬로베니아[4]
- 크로아티아[4]
- 보스니아 헤르체고비나[4]
- 몬테네그로[4]
- 알바니아[4]
- 그리스[4]
- 북키프로스 (사실상 국가, 분쟁 중)
- 키프로스[4]

서아시아 연안 (북쪽에서 남쪽 방향)
- 시리아[4]
- 레바논[4]
- 이스라엘
- 팔레스타인 (명목상 주권국가)

북아프리카 연안 (동쪽에서 서쪽 방향)
- 이집트[4]
- 리비아[4]
- 튀니지[4]
- 알제리[4]
- 모로코[4]

## 지중해 분지 국가 목록
아래는 생물지리학적으로 지중해 분지에 속하는 것으로 해당되는 국가와 영토 목록이다.
남유럽
- 포르투갈
- 스페인[4]
- 지브롤터[4]
- 프랑스[4]
- 모나코[4]
- 이탈리아[4]
- 산마리노
- 바티칸시국
- 몰타[4]
- 슬로베니아[4]
- 크로아티아[4]
- 보스니아 헤르체고비나[4]
- 북마케도니아
- 몬테네그로[4]
- 알바니아[4]
- 그리스[4]
- 북키프로스 (사실상 국가, 분쟁 중)
- 키프로스[4]

서아시아
- 터키
- 이라크[5]
- 시리아[4]
- 레바논[4]
- 요르단
- 이스라엘
- 팔레스타인 (명목상 주권국가)

북아프리카
- 이집트[4]
- 리비아[4]
- 튀니지[4]
- 알제리[4]
- 모로코[4]
- 서사하라

## 같이 보기
- 지중해 연안 도시 목록
- 지중해 동부